# Kovács Gergely (érsek)
Kovács Gergely (Kézdivásárhely, 1968. július 21. –) magyar katolikus pap, gyulafehérvári érsek, a Romániai örmény katolikus ordináriátus apostoli kormányzója.

## Pályafutása
1987-ben kezdte meg teológiai tanulmányait a gyulafehérvári szemináriumban. 1990-től, miután az 1989-es romániai forradalom nyomán ez lehetségessé vált, püspöke Rómába küldte tanulni: a Collegium Germanicum et Hungaricum növendékeként a Gregoriana Pápai Egyetem és a Lateráni Pápai Egyetem hallgatója volt. 1993-ban szentelték pappá. 1996-ban egyházjogi doktorátust szerzett Rómában.
Ezt követően egy évig Marosvásárhelyen szolgált káplánként, majd 1997-ben a Kultúra Pápai Tanácsának irodavezetőjévé nevezték ki. Az Apostoli Szentszék több intézményének volt munkatársa. 2012-től Márton Áron szentté avatási ügyének posztulátora.

### Püspöki pályafutása
2019. december 24-én Ferenc pápa gyulafehérvári érsekké, 2020. szeptember 2-án a Romániai örmény katolikus ordináriátus apostoli kormányzójává nevezte ki.

## Művei
- Szentek és boldogok igazolt csodái; Mindszenty Alapítvány–Új Ember, Bp., 2017